# Korkliny
Korkliny – wieś w Polsce położona w województwie podlaskim, w powiecie suwalskim, w gminie Suwałki.
Wieś królewska ekonomii grodzieńskiej położona była w końcu XVIII wieku w powiecie grodzieńskim województwa trockiego. W latach 1975–1998 miejscowość administracyjnie należała do województwa suwalskiego.
Korkliny należą do wsi o najwyższej produkcji rolniczej w gminie Suwałki. Wynika to z wysokiej jakości gleby, na której rolnicy uprawiają zboże i warzywa. W okolicach tej miejscowości znajdują się kurhany z IV i V wieku n.e. (cmentarzysko Bałtów nazywanych dziś Proto-Jaćwingami).